# Lang tillægsform
Lang tillægsform, også kaldet præsens participium
(med forkortelsen præs. ptc.), nutids tillægsform, samtids participium,
eller samtids infinit.
er en bøjningsform af verber.
På dansk skabes formen ved at tilføje "-ende" på ordstammen, mens på engelsk benyttes endelsen "-ing".
Lang tillægsform er en form for tillægsform (participium). 
Der findes også kort tillægsform.

## Dansk
På dansk dannes lang tillægsform af ordets stamme med tilføjelsen "-ende", for eksempel gående, løbende og forstående).
Hvis ordstammen ender på "e" kan lang tillægsform indeholde en dobbeltvokal, for eksempel seende og leende. 
Lang tillægsform kan anvendes i følgende tilfælde:
1. som tillægsled (adjektivistisk funktion, fx som tillægsled: "en gående mand"; som omsagnsled til grundled: "pigen løb grædende hjem"[kilde mangler]),
2. som navneled (nominal funktion, fx som grundled: "cyklende skal bruge cykelstien"; som genstandsled: "politiet indhentede de flygtende")
3. som biled (adverbiel funktion, fx "han spiller hamrende falsk")
4. som del af sammensat udsagnsled (verbal funktion, fx "han kom løbende").

Når den lange tillægsform benyttes i navneled kan den få en yderligere bøjning til ejefald, med et eksempel fra Elementær Dansk Grammatik: "de troendes Behersker".
Elementær Dansk Grammatik nævner også at ældre rigsdansk og dansk dialekt har en passiv form, for eksempel "komme kørendes".

## Andre sprog
På andre sprog finder man tilsvarende konstruktion. Engelske eksempler:
- I am running (progressive tense)
- It is the singing woman (det er den syngende kvinde)

På tysk, for eksempel
- Der bellende Hund (den gøende hund)